# Мосешвили, Леван Георгиевич
Леван Георгиевич Мосешвили (груз. ლევან გიორგის ძე მოსეშვილი; 23 мая 1940, Тбилиси — 5 марта 2020, Тбилиси) — советский баскетболист, серебряный призёр Олимпийских игр. Выступал за команду «Динамо» из Тбилиси, которую впоследствии тренировал по окончании игровой карьеры. Был главным тренером сборной Грузии.

## Олимпиада
На Олимпиаде 1964 года в составе сборной СССР стал обладателем серебряной медали.

## Достижения
- Обладатель Кубка Европейских чемпионов: 1962
- Чемпион СССР: 1968
- Серебряный призёр чемпионата СССР: 1960, 1961, 1969
- Бронзовый призёр чемпионата СССР: 1965
- Обладатель Кубка СССР: 1969
- Финалист Кубка Кубков: 1969